# Cirsium kurzezowianum
Cirsium kurzezowianum là một loài thực vật có hoa trong họ Cúc. Loài này được Somm. & Levier mô tả khoa học đầu tiên.